# Maria Machteld van Sypesteyn
Maria Machteld van Sypesteyn (Haarlem, 28 de marzo de 1724 – Heemstede, 26 de abril de 1774) fue una pintora neerlandesa del siglo XVIII.
Sypesteyn era la hija del alcalde de Haarlem, Cornelis Ascanius van Sypesteyn (1694-1744) y Maria de Lange (1696-1744). Fue alumna de la pintora de miniaturas Henriëtta van Pee, a quien conoció probablemente a través de su padre que era regente del completo Proveniershuis donde Henriëtta residía. Es conocida por sus miniaturas sobre marfil a la manera de su maestra. Contrajo matrimonio con Pieter van Schuylenburch, heer van Moermont en Renesse (1714-1764) el 9 de julio de 1743 en La Haya aunque la pareja vivió en Haarlem, donde su marido fue alcalde en la década del 1760. Fallecido su marido, relativamente joven, en 1764 se le enterró en la tumba familiar en la iglesia de St. Bavochurch. En 1767 ella se volvió a casar con David van Lennep, quién contrató a Jurriaan Andriessen para pintar las nuevas decoraciones de las paredes de su nuevo hogar Huis te Manpad para su mujer.
Sypesteyn falleció en Heemstede y fue enterrada en St. Bavochurch. La mayoría de sus trabajos siguen en la colección familiar.

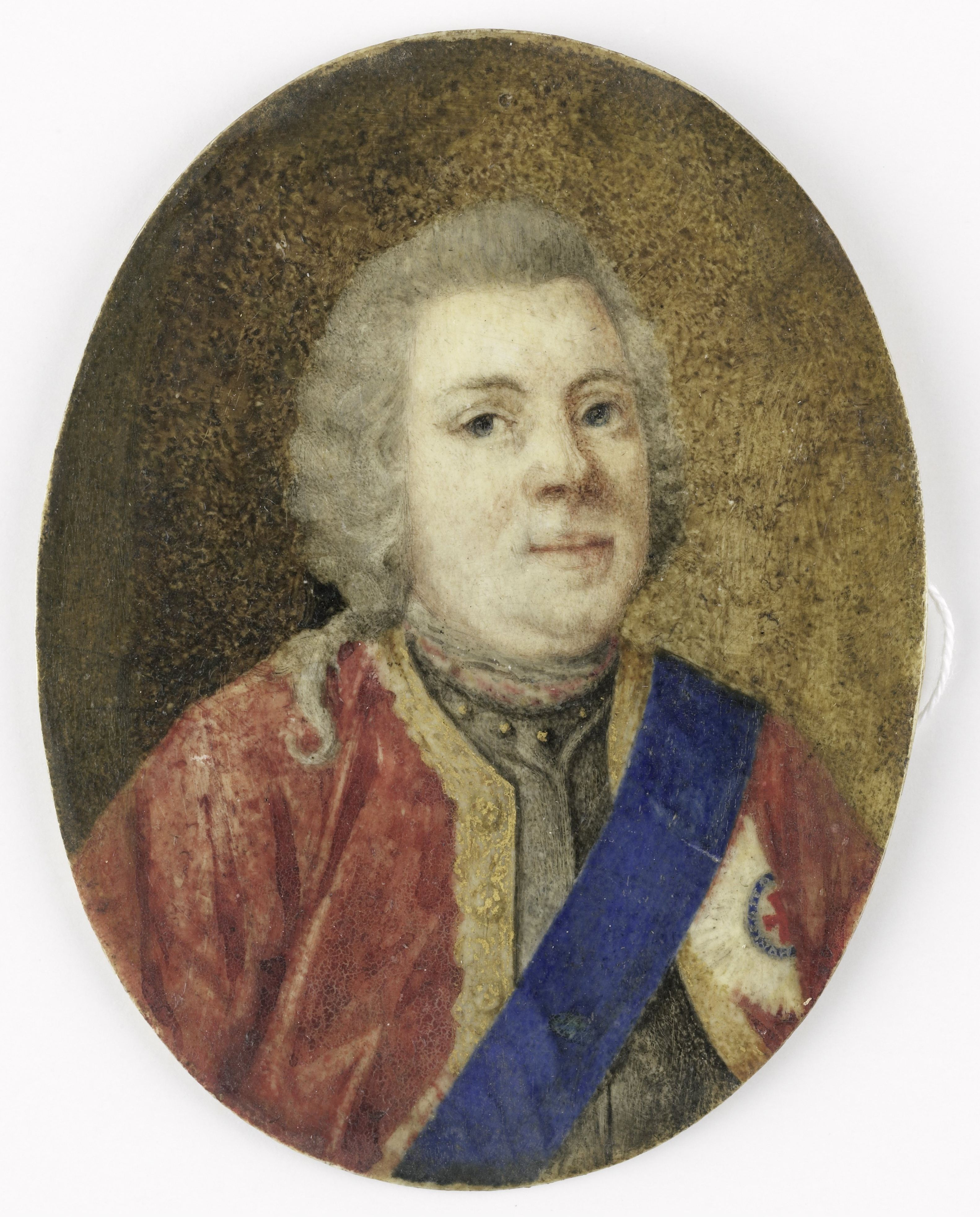
Retrato de Príncipe Guillermo IV. Rijksmuseum.
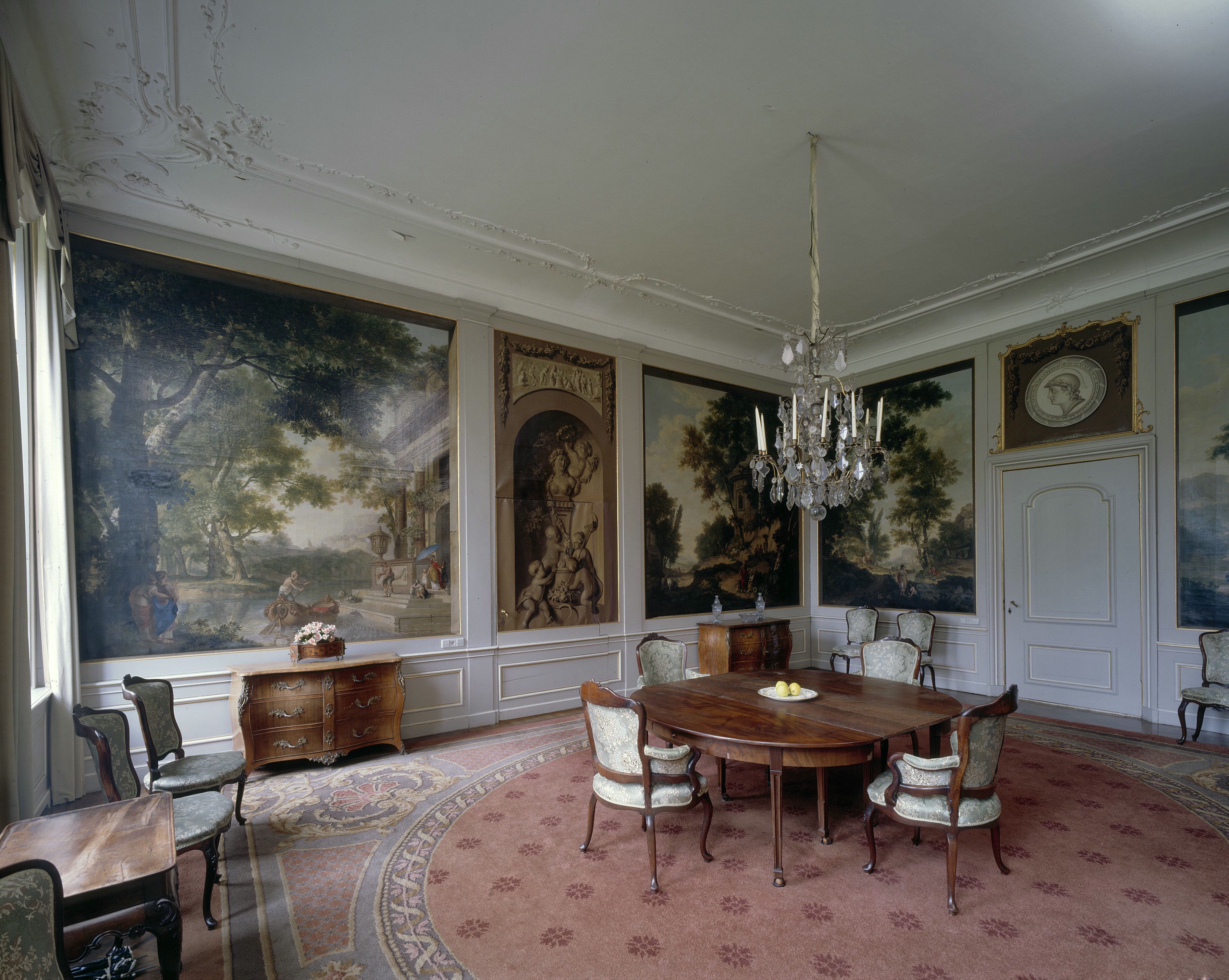
Las paredes del comedor de su última residencia, pintadas por Andriessen.